# Дедовка (Харьковская область)
Дедовка (укр. Дідівка) — село, 
Гонтаровский сельский совет,
Волчанский район,
Харьковская область.
Код КОАТУУ — 6321682002. Население по переписи 2001 г. составляет 41 (17/24 м/ж) человек.

## Географическое положение
Село Дедовка находится в начале балки Писарев Яр по которой протекает пересыхающий ручей на котором сделана запруда, в 2,5 км от реки Хотомля, на расстоянии в 2 км расположены сёла Середовка, Томаховка и Паськовка.
Рядом с селом небольшой лесной массив (дуб).

## История
- 1861 - дата основания.

## Экономика
- В селе есть молочно-товарная ферма, машинно-тракторные мастерские.